# 1820 aux échecs
| Années des échecs : 1817 - 1818 - 1819 - 1820 - 1821 - 1822 - 1823    |
| Décennies des échecs : 1790 - 1800 - 1810 - 1820 - 1830 - 1840 - 1850 |

Cet article présente les faits marquants de l'année 1820 aux échecs.

## Événements majeurs
- Giuseppe Ciccolini écrit Tentativio di un nuovo giuoco di scacchi[1].

## Divers
- Introduction des pièces d’échecs Dublin, en ivoire et buis[1].
- W. J. Hunneman publie « Chess: A selection of 50 games from the automaton »[1].

## Naissances
- Marcus Kann, co-auteur de la défense Caro-Kann[1].